# 爆笑レッドシアター
『爆笑レッドシアター』（ばくしょうレッドシアター、英語表記:THE RED THEATER）は、フジテレビ系列で2009年4月15日から2010年9月8日まで毎週水曜日 22:00 - 22:54（JST）に放送されていたコント中心の劇場型お笑いバラエティ番組である。通称『レッドシアター』。ハイビジョン制作。

## 概要
2009年4月改編により、兄弟番組にあたる『爆笑レッドカーペット（以下:レッドカーペット）』が、土曜19時台に移動・ゴールデンタイムに昇格することになり、その後継番組として開始される。
2008年10月 - 2009年3月に火曜深夜（水曜未明）帯にレギュラー放送されていた『THE THREE THEATER』（以下:スリーシアター）の発展版とも言える内容で、内村光良を始めとする出演者の大半が引き続き出演する。
お笑い芸人8組がユニットを作り、『レッドカーペット』のショートネタとは逆に長編コントやロケ企画に挑んだ。それ以外に『レッドカーペット』に出演経験の無い芸人がショートネタを披露するコーナーなども行われた。また、「爆笑レッドカーペット」同様、ゲスト出演した俳優の登場作品をコントキャラクターによるナレーションで宣伝する演出も行われた。
内村にとってフジテレビのプライムタイムのレギュラー番組は、テレビドラマの『西遊記』（2006年1月 - 3月）以来約3年ぶりとなる。
オープニングには「スリーシアター」に引き続きジョージ・ベイカー（George Baker）の『Little Green Bag』が使用されていた。
レギュラー芸人15名（後述）が『めざせ!お台場合衆国2009 〜フジがやらなきゃ誰がやる!〜』のイメージキャラクター「レッドシアターズ」として、お台場合衆国イメージソング「風になりたい」（THE BOOMのカバー）を歌い、2009年8月5日にポニーキャニオンからデビューした。
番組最高平均視聴率は、2009年9月2日放送の16.6%である。また、番組が放送開始当初から2010年春頃までの2009年度は15%前後の視聴率を維持して安定した視聴率でキー局トップの視聴率を獲得しており、当時に土曜19時枠でレギュラー放送されていた兄弟番組である『爆笑レッドカーペット』の視聴率を上回っていた。但し、2010年度以降から一桁台後半の視聴率に沈むことが多くなっていた。
2010年9月8日の放送をもって、最終回を迎えて、約1年半（『THE THREE THEATER』も含めると約2年）の放送の歴史に幕を下ろした。最終回は1時間まるごと「スリーシアター」で、約2年の番組の歴史で特に人気が高かった7本のコントを放送。エンディングでは通常放送のオープニングを特別バージョンで放送されて、「ALL YOU NEED IS LAUGH」というテロップが表示されたクレジットで番組を締めた。また、番組の最後で内村が「充電して新しいネタ作ります」と発言しており、今後の単発特番ないし復活等に含みを持たせた終わり方であったものの、2025年現在、放送終了から15年経過したものの、以降の放送がない。また、はんにゃ.の金田や狩野は自身のYouTubeチャンネルで番組の復活放送を望む発言をしている。
番組終了後、レギュラーメンバーからジャルジャル、ロッチ、はんにゃ、我が家の4組9人と、ゲスト芸人からバカリズムが選抜され、同年10月に開始した深夜番組『ホメられてノビるくん』のレギュラーに抜擢された。
2016年現在、フジテレビが運営するCS放送のフジテレビONE スポーツ・バラエティにて再放送されている。
2020年8月29日に放送された『ただ今、コント中。』内で行われたコント「バック・トゥ・ザ・2010」で、同番組の出演者であるサンドウィッチマンが2010年にタイムスリップして同年に放送されていた本番組の収録現場に立ち会うというシチュエーションではんにゃ.としずるが出演して当時のネタも披露した。

## 出演者
劇場支配人（総合司会）
- 内村光良（ウッチャンナンチャン）

レッドシアターズ（レギュラーメンバー）
- 狩野英孝 - リーダー
- しずる（村上純〈現・純〉・池田一真）
- ジャルジャル（後藤淳平・福徳秀介）
- はんにゃ〈現・はんにゃ.〉（金田哲・川島章良）
- フルーツポンチ（村上健志・亘健太郎）
- 柳原可奈子
- ロッチ（中岡創一・コカドケンタロウ）
- 我が家（坪倉由幸・杉山裕之・谷田部俊）

その他の出演者（準レギュラー）
- くまだまさし
- 向清太朗（天津）

## 放送リスト
| 放送リスト | 放送リスト     | 放送リスト | 放送リスト                                        | 放送リスト                           | 放送リスト | 放送リスト                                               |
| 回数       | 放送日         | 視聴率     | ゲスト                                            | 「スリーシアター」演目               | 「スリーシアター」演目 | 備考                                                     |
| ---------- | -------------- | ---------- | ------------------------------------------------- | ------------------------------------ | --- | -------------------------------------------------------- |
| 第1回      | 2009年 4月15日 | 15.5%      | - 勝俣州和 - 優香 - 岩佐真悠子                    | 花見                                 | - 柳原可奈子「ママさんブロガー」 - ジャルジャル「笑ろてまいそう」 - フルーツポンチ「清水國夫」 - イケメン部（狩野×杉山・谷田部×中岡）                                           | 初回SP（22:00 - 23:09）                                  |
| 第1回      | 2009年 4月15日 | 15.5%      | - 勝俣州和 - 優香 - 岩佐真悠子                    | 喫茶店                               | - はんにゃ「不良同士の因縁」 - しずる「盛るヤツ」 - 文学通ぶる2人（フルーツポンチ×柳原）                                                                                        | 初回SP（22:00 - 23:09）                                  |
| 第1回      | 2009年 4月15日 | 15.5%      | - 勝俣州和 - 優香 - 岩佐真悠子                    | 教室                                 | - 我が家「三者面談」 - ロッチ「こんにちは根岸」 - 狩野英孝「フランスかぶれの家庭科教師」 - 劇団ジョセフィーヌ（はんにゃ×ジャルジャル×しずる）                                   | 初回SP（22:00 - 23:09）                                  |
| 第2回      | 4月22日        | 14.2%      | - 清水ミチコ - はしのえみ - 山崎樹範              | 玄関先                               | - 我が家「家賃催促と寿司の出前」 - ジャルジャル「ずる休み」 - ハイキングウォーキング「猫を飼いたい」                                                                            |                                                          |
| 第2回      | 4月22日        | 14.2%      | - 清水ミチコ - はしのえみ - 山崎樹範              | 事務所                               | - フルーツポンチ「レイコ」 - 柳原可奈子「ライターキョウコ」 - ビリビリ（ジャルジャル×しずる×坪倉）                                                                              |                                                          |
| 第2回      | 4月22日        | 14.2%      | - 清水ミチコ - はしのえみ - 山崎樹範              | グラウンド                           | - TKO「卒業式後のカップル」 - 仲良し審判団（杉山・谷田部×池田×金田×中岡） |                                                          |
| 第3回      | 4月29日        | 15.5%      | - 関根勤 - 皆藤愛子 - 岡本玲                      | 部屋                                 | - しずる「初めて喋った言葉」 - 狩野英孝「イケメン刑事」 - ザブングル「未来から来た男」                                                                                          |                                                          |
| 第3回      | 4月29日        | 15.5%      | - 関根勤 - 皆藤愛子 - 岡本玲                      | ファミレス                           | - はんにゃ「真面目田すぎる」 - ファッション系専門学生（コカド×村上純×柳原×福徳）                                                                                                |                                                          |
| 第3回      | 4月29日        | 15.5%      | - 関根勤 - 皆藤愛子 - 岡本玲                      | 土手                                 | - アンガールズ「彼女が出来ない」 - ロッチ「大阪のおっさん」 - エキストラ小佐谷（はんにゃ×杉山×池田×村上健志）                                                                   |                                                          |
| 第4回      | 5月13日        | 13.3%      | - 千秋 - 眞鍋かをり - 鈴木浩介                    | 京都                                 | - 探偵 金田一の事件簿（はんにゃ×杉山・坪倉×中岡×狩野） - 柳原可奈子「修学旅行で来た女子高生」 - フットボールアワー「悪人・クモ男」                                              |                                                          |
| 第4回      | 5月13日        | 13.3%      | - 千秋 - 眞鍋かをり - 鈴木浩介                    | BAR                                  | - ジャルジャル「タメぐち」 - フルーツポンチ「ロックバンドの誘い」 |                                                          |
| 第4回      | 5月13日        | 13.3%      | - 千秋 - 眞鍋かをり - 鈴木浩介                    | 部室                                 | - はんにゃ「はぁ?ゲーム」 - 少年少女「合唱部の新入生歓迎会の練習」 - 学園祭の出しモノ（ジャルジャル×村上純×谷田部×コカド）                                                      |                                                          |
| 第5回      | 5月20日        | 11.8%      | - 勝俣州和 - 藤本美貴 - 安めぐみ                  | 駅のホーム                           | - レイコ（村上健志×しずる×後藤） - 狩野英孝「忘れられた同級生の男」 - ななめ45°「上京する奴を止めようとする奴を止めようとする奴」                                               |                                                          |
| 第5回      | 5月20日        | 11.8%      | - 勝俣州和 - 藤本美貴 - 安めぐみ                  | 不動産屋                             | - ロッチ「十文字アキラ」 - 我が家「いじめっ子といじめられっ子の再会 |                                                          |
| 第5回      | 5月20日        | 11.8%      | - 勝俣州和 - 藤本美貴 - 安めぐみ                  | 旅館                                 | - しずる「北海道旅行」 - バカリズム「推理現場」 - 幽霊（ロッチ×柳原×福徳） |                                                          |
| 第6回      | 5月27日        | 12.9%      | - 清水ミチコ - 谷原章介 - 矢口真里                | 病院                                 | - 柳原可奈子「ママさんブロガー」 - ジャルジャル「師匠と弟子」 - FUJIWARA「視力検査」                                                                                            |                                                          |
| 第6回      | 5月27日        | 12.9%      | - 清水ミチコ - 谷原章介 - 矢口真里                | 取調室                               | - ロッチ「路上詩人」 - アルコ&ピース「逆取調べ」 - ベリベリ（ジャルジャル×しずる）                                                                                              |                                                          |
| 第6回      | 5月27日        | 12.9%      | - 清水ミチコ - 谷原章介 - 矢口真里                | 遊園地                               | - お似合いカップル（我が家×柳原） - はんにゃ「不安田マサル」 |                                                          |
| 第7回      | 6月3日         | 14.7%      | - 関根勤 - 優木まおみ - 西山茉希                  | 体育館裏                             | - フルーツポンチ「友人を給食費泥棒だと決めつける男」 - 劇団ジョセフィーヌ（はんにゃ×ジャルジャル×しずる）                                                                       |                                                          |
| 第7回      | 6月3日         | 14.7%      | - 関根勤 - 優木まおみ - 西山茉希                  | 結婚式場                             | - 狩野英孝「新婦に今更結婚したくないと言われた男」 - 我が家「下ネタ好きの花嫁の父親」 - 鳥居みゆき「憎んでいる女」                                                              |                                                          |
| 第7回      | 6月3日         | 14.7%      | - 関根勤 - 優木まおみ - 西山茉希                  | 路上                                 | - しずる「立てこもりの説得」 - キングオブコメディ「映画の封切りインタビュー」 - ボディーガード（コカド×フルーツポンチ×坪倉・谷田部×柳原）                                       |                                                          |
| 第8回      | 6月10日        | 14.6%      | - はしのえみ - つるの剛士 - 山崎樹範              | スポーツジム                         | - レイコ（村上健志×しずる×後藤） - 我が家「スポーツインストラクター」 - なだぎ武「振付師」                                                                                      |                                                          |
| 第8回      | 6月10日        | 14.6%      | - はしのえみ - つるの剛士 - 山崎樹範              | レンタルビデオ店                     | - ジャルジャル「麦わら」 - 二度と来るか!（ロッチ×坪倉×柳原） |                                                          |
| 第8回      | 6月10日        | 14.6%      | - はしのえみ - つるの剛士 - 山崎樹範              | 定食屋                               | - 狩野英孝「昔定食屋でバイトしていた売れないミュージシャン」 - ザ・ギース「接客五大用語」 - はんにゃ「味尾すする」                                                              |                                                          |
| 第9回      | 6月17日        | 12.8%      | - 勝俣州和 - 眞鍋かをり - 高樹千佳子              | 校門                                 | - イケメン部（狩野×杉山・谷田部×中岡） - しずる「告白」 - 響「みつこ」 |                                                          |
| 第9回      | 6月17日        | 12.8%      | - 勝俣州和 - 眞鍋かをり - 高樹千佳子              | 街角                                 | - フルーツポンチ「職務質問に憧れる男」 - ロッチ「こんにちは根岸」 |                                                          |
| 第9回      | 6月17日        | 12.8%      | - 勝俣州和 - 眞鍋かをり - 高樹千佳子              | カラオケBOX                          | - 柳原可奈子「サキ」 - インスタントジョンソン「接待」 - 仲良しバイト（杉山・谷田部×池田×金田×中岡）                                                                             |                                                          |
| 第10回     | 6月24日        | 12.4%      | - 加藤茶                                          | 『コントキャラ大辞典』（総集編）     | 『コントキャラ大辞典』（総集編） |                                                          |
| 第11回     | 7月1日         | 13.8%      | - 清水ミチコ - 上地雄輔 - 皆藤愛子                | コンビニ                             | - マミvs十文字アキラ（柳原×ロッチ×後藤） - 我が家「万引きGメン 鈴代」 - ジャングルポケット「肉まん」                                                                            |                                                          |
| 第11回     | 7月1日         | 13.8%      | - 清水ミチコ - 上地雄輔 - 皆藤愛子                | 診察室                               | - フルーツポンチ「ありゃりゃ」 - 狩野英孝「採血の練習」 - どきどきキャンプ「24 in 診察室」                                                                                      |                                                          |
| 第11回     | 7月1日         | 13.8%      | - 清水ミチコ - 上地雄輔 - 皆藤愛子                | 七夕祭                               | - ロッチ「大阪のおっさん」 - スタンドバイミー（はんにゃ×村上健志×村上純） |                                                          |
| 第12回     | 7月8日         | 13.7%      | - YOU - 八嶋智人 - 優木まおみ                     | オープンカフェ                       | - タメぐち（ジャルジャル×坪倉・谷田部×狩野） - 柳原可奈子「生田カヨ」 - トータルテンボス「アルバイト初日のオーダーアポー」                                                      | 15分拡大SP（22:00 - 23:09）                              |
| 第12回     | 7月8日         | 13.7%      | - YOU - 八嶋智人 - 優木まおみ                     | 校庭                                 | - しずる「亡き友人の供養」 - はんにゃ「ん、あっ〜ゲーム」 | 15分拡大SP（22:00 - 23:09）                              |
| 第12回     | 7月8日         | 13.7%      | - YOU - 八嶋智人 - 優木まおみ                     | テレビスタジオ                       | - ジャルジャル「ヒカルとヒデキ」 - サバンナ「うどん亭きつねのゲームワールド」 - 小佐谷（金田×亘×杉山×池田）                                                                     | 15分拡大SP（22:00 - 23:09）                              |
| 第13回     | 7月15日        | 14.1%      | - 勝俣州和 - 伊藤淳史 - 佐藤めぐみ                | ワンルームマンション                 | - カメラ通ぶる2人（フルーツポンチ×柳原） - ロッチ「モノマネオーディション応募ビデオ撮影」 - チョコレートプラネット「萩原刑事とバカ刑事」                                        |                                                          |
| 第13回     | 7月15日        | 14.1%      | - 勝俣州和 - 伊藤淳史 - 佐藤めぐみ                | 教室                                 | - ジャルジャル「演歌」 - 我が家「文化祭劇の練習」 - 中川家「夏の大学受験勉強」                                                                                                  |                                                          |
| 第13回     | 7月15日        | 14.1%      | - 勝俣州和 - 伊藤淳史 - 佐藤めぐみ                | キャンプ場                           | - 狩野英孝「キャンプ場に1人きりで取り残された男」 - 劇団ジョセフィーヌ（はんにゃ×ジャルジャル×しずる）                                                                          |                                                          |
| 第14回     | 7月22日        | 15.8%      | - はしのえみ - 眞鍋かをり - 西山茉希              | 海の家                               | - イケメン部（狩野×杉山・谷田部×中岡） - 柳原可奈子「DJ RICO」 - COWCOW「恋のAtoZ」                                                                                             |                                                          |
| 第14回     | 7月22日        | 15.8%      | - はしのえみ - 眞鍋かをり - 西山茉希              | 職員室                               | - フルーツポンチ「進路相談」 - しずる「清美と川口先生」 - アンジャッシュ「会話が偶然」                                                                                          |                                                          |
| 第14回     | 7月22日        | 15.8%      | - はしのえみ - 眞鍋かをり - 西山茉希              | 家電量販店                           | - はんにゃ「声優メザシ」 - こんにちは根岸（ロッチ×ジャルジャル） |                                                          |
| 第15回     | 7月29日        | 15.4%      | - YOU - 山崎樹範 - 仲里依紗                       | お化け屋敷                           | - はんにゃ「不安田マサル」 - 喧嘩（我が家×ロッチ） - エレキコミック「お化けの音響」                                                                                             |                                                          |
| 第15回     | 7月29日        | 15.4%      | - YOU - 山崎樹範 - 仲里依紗                       | 空港                                 | - 柳原可奈子「ママさんブロガー」 - 狩野英孝「CA アゲハ」 |                                                          |
| 第15回     | 7月29日        | 15.4%      | - YOU - 山崎樹範 - 仲里依紗                       | 手術室                               | - 我が家「Dr.ホシ」 - ななめ45°「田舎の診療所」 - 語り（しずる×柳原×村上健志×狩野）                                                                                             |                                                          |
| 第16回     | 8月5日         | 16.2%      | - 関根勤 - 八嶋智人 - 安めぐみ                    | 楽屋                                 | - 小佐谷（金田×亘×杉山×池田） - ロッチ「十文字アキラ」 - ハイキングウォーキング「スタイリスト」                                                                                 |                                                          |
| 第16回     | 8月5日         | 16.2%      | - 関根勤 - 八嶋智人 - 安めぐみ                    | 無人島                               | - ジャルジャル「はしゲーム」 - しずる「千手先を読む武術」 |                                                          |
| 第16回     | 8月5日         | 16.2%      | - 関根勤 - 八嶋智人 - 安めぐみ                    | 花火大会                             | - フルーツポンチ「見回り」 - ハリセンボン「男友達の代わり」 - どしゃ降り（ロッチ×柳原×福徳）                                                                                    |                                                          |
| 第17回     | 8月12日        | 13.9%      | - 高橋ジョージ - 皆藤愛子 - 山本裕典              | 田舎の家                             | - 怖がれや!（ロッチ×柳原×福徳） - 狩野英孝「かものはしおの田舎に泊まっちゃおう!」 - バカリズム「死んだ男」                                                                      |                                                          |
| 第17回     | 8月12日        | 13.9%      | - 高橋ジョージ - 皆藤愛子 - 山本裕典              | 夜店                                 | - フルーツポンチ「やさぐれ小学生タケシ」 - しずる「清美と川口先生」 |                                                          |
| 第17回     | 8月12日        | 13.9%      | - 高橋ジョージ - 皆藤愛子 - 山本裕典              | 焼肉店                               | - ジャルジャル「プロ野球選手・下太一」 - ニブンノゴ!「バイトの新人」 - お似合いカップル（我が家×柳原）                                                                          |                                                          |
| 第18回     | 8月19日        | 14.2%      | - 清水ミチコ - 優木まおみ - 高樹千佳子            | ビアガーデン                         | - 仲良し4人組（杉山・谷田部×池田×金田×中岡） - 柳原可奈子「生田カヨ」 - インスタントジョンソン「演歌歌手のイベントのリハーサル」                                                |                                                          |
| 第18回     | 8月19日        | 14.2%      | - 清水ミチコ - 優木まおみ - 高樹千佳子            | ロッカールーム                       | - はんにゃ「鬼部剛」 - 少年少女「合唱部のコンクールの練習」 - 我が家「ダンプ杉山」                                                                                              |                                                          |
| 第18回     | 8月19日        | 14.2%      | - 清水ミチコ - 優木まおみ - 高樹千佳子            | 河原                                 | - ロッチ「大阪のおっさん」 - レイコ（村上健志×しずる×後藤×坪倉） |                                                          |
| 第19回     | 8月26日        | 14.3%      | - 関根勤 - はしのえみ - 里田まい - 相武紗季       | 部屋                                 | - イケメン部（狩野×杉山・谷田部×中岡×柳原） - フルーツポンチ「格好つける男」 - ザ･プラン9「小説」 - はんにゃ「イヤイヤヨゲーム」                                                | 初めての2時間SP!（21:00 - 22:48）                        |
| 第19回     | 8月26日        | 14.3%      | - 関根勤 - はしのえみ - 里田まい - 相武紗季       | カフェ                               | - 柳原可奈子「女子大生マミ」 - ザブングル「ホストに弟子入り」 - ロッチ「路上詩人」 - 狩野英孝「CA アゲハ」 - レイコ（フルーツポンチ×しずる×後藤）                               | 初めての2時間SP!（21:00 - 22:48）                        |
| 第19回     | 8月26日        | 14.3%      | - 関根勤 - はしのえみ - 里田まい - 相武紗季       | 土手                                 | - ジャルジャル「麦わら」 - キングオブコメディ「暴走族の集会」 - しずる「田沼さんが転んだ」 - 我が家「デブカワモデル」 - 劇団ジョセフィーヌ（はんにゃ×ジャルジャル×しずる×内村） | 初めての2時間SP!（21:00 - 22:48）                        |
| 第20回     | 9月2日         | 16.6%      | - 勝俣州和 - 貫地谷しほり - 矢口真里              | 洋服店                               | - はんにゃ「声優メザシ」 - ザ・ギース「わからない店員と客」 - 麦わら（ジャルジャル×中岡×谷田部）                                                                                |                                                          |
| 第20回     | 9月2日         | 16.6%      | - 勝俣州和 - 貫地谷しほり - 矢口真里              | 立ち飲みBAR                          | - しずる「暇」 - 柳原可奈子「アカネ」 - 中川家「大阪の立ち飲みBAR」 |                                                          |
| 第20回     | 9月2日         | 16.6%      | - 勝俣州和 - 貫地谷しほり - 矢口真里              | 山道                                 | - フルーツポンチ「清水國夫」 - 服飾系専門学生（コカド×村上純×柳原×福徳） |                                                          |
| 第21回     | 9月16日        | 13.6%      | - 関根勤 - 眞鍋かをり - 辻希美                    | スーパーマーケット                   | - こんにちは根岸（ロッチ×柳原×後藤） - 我が家「万引きGメン 鈴代」 - サバンナ「恩返し」                                                                                          |                                                          |
| 第21回     | 9月16日        | 13.6%      | - 関根勤 - 眞鍋かをり - 辻希美                    | 体育館                               | - ジャルジャル「フラれた原因/濃いキス」 - アルコ&ピース「体育館の天井に挟まったバレーボールを取る業者」 - ロッチ「大なわとび」                                                  |                                                          |
| 第21回     | 9月16日        | 13.6%      | - 関根勤 - 眞鍋かをり - 辻希美                    | ラーメン店                           | - 狩野英孝「今賀旬」 - 小佐谷（金田×亘×杉山×池田） |                                                          |
| 第22回     | 9月23日        | 13.7%      | - 勝俣州和 - 上戸彩 - 高樹千佳子 - 鈴木浩介       | 牢屋                                 | - イヤイヤヨゲーム（はんにゃ×村上健志×村上純） - ジャルジャル「屁」 - ジャングルポケット「脱獄」                                                                                | 新作コント大収穫祭!（21:00 - 23:18）                     |
| 第22回     | 9月23日        | 13.7%      | - 勝俣州和 - 上戸彩 - 高樹千佳子 - 鈴木浩介       | 旅館                                 | - 柳原可奈子「ママさんブロガー」 - フルーツポンチ「喜怒哀楽」 - エレキコミック「変な女将」 - こんにちは根岸（ロッチ×後藤×池田）                                                 | 新作コント大収穫祭!（21:00 - 23:18）                     |
| 第22回     | 9月23日        | 13.7%      | - 勝俣州和 - 上戸彩 - 高樹千佳子 - 鈴木浩介       | グラウンド                           | - 我が家「ヒーローインタビュー」 - アンガールズ「誕生日プレゼントを忘れた」 - 天使と悪魔と小柳（内村×福徳×金田×村上健志）                                                       | 新作コント大収穫祭!（21:00 - 23:18）                     |
| 第23回     | 10月14日       | 10.3%      | - 渡辺えり - はしのえみ - 山崎樹範                | ラジオブース                         | - タメぐち（ジャルジャル×村上純×谷田部×狩野） - ロッチ「十文字アキラ」 |                                                          |
| 第23回     | 10月14日       | 10.3%      | - 渡辺えり - はしのえみ - 山崎樹範                | 本屋                                 | - 柳原可奈子「北条マキ」 - ななめ45°「マザコンの店員」 - はんにゃ「店主・文田ヨコショイ」                                                                                       |                                                          |
| 第23回     | 10月14日       | 10.3%      | - 渡辺えり - はしのえみ - 山崎樹範                | レストラン                           | - ジャルジャル「バイトの面接」 - アンジャッシュ「カツラの上司」 - 音楽通ぶる2人（フルーツポンチ×柳原）                                                                          |                                                          |
| 第24回     | 10月21日       | 14.6%      | - 櫻井翔（嵐） - 相葉雅紀（嵐） - 大野智（嵐）    | オフィス                             | - 我が家「オフィスの外で…」 - フルーツポンチ「バイトの面接」 - FUJIWARA「エアロビクス教室」                                                                                     |                                                          |
| 第24回     | 10月21日       | 14.6%      | - 櫻井翔（嵐） - 相葉雅紀（嵐） - 大野智（嵐）    | トイレ                               | - 狩野英孝「CA アゲハ」 - 怖がれや!（ロッチ×柳原×福徳） |                                                          |
| 第24回     | 10月21日       | 14.6%      | - 櫻井翔（嵐） - 相葉雅紀（嵐） - 大野智（嵐）    | 学園祭                               | - しずる「清美と川口先生」 - 鳥居みゆき「漫談家・南アルプス鳥居」 - スタンドバイミー（はんにゃ×村上健志×坪倉）                                                                  |                                                          |
| 第25回     | 10月28日       | 15.0%      | - 清水ミチコ - 矢口真里 - 皆藤愛子                | 建築現場                             | - 語り（しずる×後藤×村上健志×狩野） - ロッチ「大阪のおっさん」 |                                                          |
| 第25回     | 10月28日       | 15.0%      | - 清水ミチコ - 矢口真里 - 皆藤愛子                | 格闘技ジム                           | - TKO「プロレスラーの代理」 - フルーツポンチ「やさぐれ小学生タケシ」 - 我が家「ダンプ杉山」                                                                                     |                                                          |
| 第25回     | 10月28日       | 15.0%      | - 清水ミチコ - 矢口真里 - 皆藤愛子                | 飛行機内                             | - 狩野英孝「CA アゲハ」 - オテンキ「小ボケCA」 - 不安田マサル（はんにゃ×福徳×谷田部×狩野）                                                                                      |                                                          |
| 第26回     | 11月4日        | 14.7%      | - 関根勤 - 千秋 - 小出恵介 - 木下優樹菜           | カラオケBOX                          | - レイコ（村上健志×しずる×後藤×坪倉） - はんにゃ「調子ノリ後輩」 - インスタントジョンソン「接待」                                                                               | 2時間見てくれないとムリ〜〜〜〜〜〜SP!!（21:00 - 22:48） |
| 第26回     | 11月4日        | 14.7%      | - 関根勤 - 千秋 - 小出恵介 - 木下優樹菜           | 警察署                               | - イケメン部（狩野×我が家×中岡） - 柳原可奈子「北条マキ」 - トータルテンボス「銀行を訪ねる銀行強盗」 - しずる「清美と川口先生」                                                 | 2時間見てくれないとムリ〜〜〜〜〜〜SP!!（21:00 - 22:48） |
| 第26回     | 11月4日        | 14.7%      | - 関根勤 - 千秋 - 小出恵介 - 木下優樹菜           | 時代劇                               | - ジャルジャル「監督と助監督」 - ハイキングウォーキング「マネージャー」 - 十文字アキラ（ロッチ×杉山・坪倉）                                                                     | 2時間見てくれないとムリ〜〜〜〜〜〜SP!!（21:00 - 22:48） |
| 第27回     | 11月18日       | 14.6%      | - YOU - 阿部サダヲ - 優木まおみ                   | ダイニングキッチン                   | - お似合いカップル（我が家×柳原） - バカリズム「父の説教」 - ロッチ「ハフハフ」                                                                                                 |                                                          |
| 第27回     | 11月18日       | 14.6%      | - YOU - 阿部サダヲ - 優木まおみ                   | デパ地下                             | - はんにゃ「ケツ田プリ男」 - キングオブコメディ「迷子探し」 - 狩野英孝「今賀旬」                                                                                                |                                                          |
| 第27回     | 11月18日       | 14.6%      | - YOU - 阿部サダヲ - 優木まおみ                   | 紅葉狩り                             | - しずる「田沼さんが転んだ」 - イヤイヤヨゲーム（はんにゃ×村上健志×後藤） |                                                          |
| 第28回     | 11月25日       | 14.4%      | - 関根勤 - 高樹千佳子 - 南明奈                    | 部屋                                 | - ジャルジャル「同い年家庭教師」 - サンドウィッチマン「マネージャー」 - 小佐谷（金田×亘×杉山×池田）                                                                             |                                                          |
| 第28回     | 11月25日       | 14.4%      | - 関根勤 - 高樹千佳子 - 南明奈                    | 病室                                 | - フルーツポンチ「清水國夫」 - ザ・ギース「手術とホームランの約束」 - 我が家「Dr.ホシ」                                                                                         |                                                          |
| 第28回     | 11月25日       | 14.4%      | - 関根勤 - 高樹千佳子 - 南明奈                    | 葬式                                 | - 狩野英孝「今賀旬」 - ドッキリ（亘×村上純×コカド×金田×杉山） |                                                          |
| 第29回     | 12月9日        | 14.5%      | - 松尾貴史 - はしのえみ - 益若つばさ              | ロビー                               | - タメぐち（ジャルジャル×柳原×村上純×狩野） - フットボールアワー「部屋番号を教えて」 - はんにゃ「クマ田徹夜」                                                                   |                                                          |
| 第29回     | 12月9日        | 14.5%      | - 松尾貴史 - はしのえみ - 益若つばさ              | 踏切                                 | - ロッチ「浣腸」 - しずる「シャツ」 |                                                          |
| 第29回     | 12月9日        | 14.5%      | - 松尾貴史 - はしのえみ - 益若つばさ              | オープンカフェ                       | - 柳原可奈子「生田カヨ」 - 東京03「呼び出しボタン」 - 面接（ロッチ×村上健志×池田）                                                                                              |                                                          |
| 第30回     | 12月16日       | 13.5%      | - 西川史子 - 山崎樹範 - 皆藤愛子                  | おもちゃ屋                           | - やさぐれ小学生（フルーツポンチ×柳原×狩野×後藤） - 我が家「万引きGメン 鈴代」                                                                                                  |                                                          |
| 第30回     | 12月16日       | 13.5%      | - 西川史子 - 山崎樹範 - 皆藤愛子                  | クリスマスツリー                     | - 狩野英孝「CA アゲハ」 - 響「みつこ」 |                                                          |
| 第30回     | 12月16日       | 13.5%      | - 西川史子 - 山崎樹範 - 皆藤愛子                  | ホール                               | - ロッチ「猿渡」 - 友近「ヨガの先生」 - 劇団ジョセフィーヌ（はんにゃ×ジャルジャル×村上純）                                                                                      |                                                          |
| 第31回     | 2010年 1月13日 | 15.0%      | - 清水ミチコ - 矢口真里 - 北乃きい - 優木まおみ   | 成人式                               | - 柳原可奈子「ギャルかおり｣ - はんにゃ「お母ちゃんとサトくん」 - なだぎ武「警察24時・成人式で暴れる若者」 - こんにちは根岸（ロッチ×後藤×坪倉×狩野）                             | 今年も頑張りますSP（19:57 - 22:48）                      |
| 第31回     | 2010年 1月13日 | 15.0%      | - 清水ミチコ - 矢口真里 - 北乃きい - 優木まおみ   | ファーストフード店                   | - フルーツポンチ「ありゃりゃ」 - アルコ&ピース「ファーストフード店風不動産屋」 - タイムトラベラーサネアツ（内村×柳原×村上純×谷田部）                                            | 今年も頑張りますSP（19:57 - 22:48）                      |
| 第31回     | 2010年 1月13日 | 15.0%      | - 清水ミチコ - 矢口真里 - 北乃きい - 優木まおみ   | 雪山                                 | - ジャルジャル「ヒカルとヒデキ」 - COWCOW「遭難」 - 天使と悪魔と小柳（内村×福徳×金田×村上健志×坪倉）                                                                            | 今年も頑張りますSP（19:57 - 22:48）                      |
| 第32回     | 1月27日        | 11.2%      | - 勝俣州和 - 高樹千佳子 - 鈴木浩介                | 温泉旅館                             | - はんにゃ「ケツ田プリ男」 - ジャングルポケット「修学旅行で女子部屋に行く」 - 彼女連れてくる奴（ロッチ×柳原×福徳×村上純）                                                       |                                                          |
| 第32回     | 1月27日        | 11.2%      | - 勝俣州和 - 高樹千佳子 - 鈴木浩介                | サバンナ                             | - ロッチ「インパラ」 - 狩野英孝「CA アゲハ」 |                                                          |
| 第32回     | 1月27日        | 11.2%      | - 勝俣州和 - 高樹千佳子 - 鈴木浩介                | 部屋                                 | - しずる「同居人」 - ザ・プラン9「ドレミの歌」 - 音楽通ぶる2人（フルーツポンチ×柳原）                                                                                           |                                                          |
| 第33回     | 2月3日         | 12.7%      | - 関根勤 - 岡本玲 - はしのえみ                    | 空港                                 | - 麦わら（ジャルジャル×中岡×谷田部×狩野） - フルーツポンチ「帰国してきた奴」 |                                                          |
| 第33回     | 2月3日         | 12.7%      | - 関根勤 - 岡本玲 - はしのえみ                    | ゲームセンター                       | - 柳原可奈子「女子大生マミ」 - チョコレートプラネット「社長と田上君」 - ジャルジャル「言い回しの珍しいヤンキー」                                                                |                                                          |
| 第33回     | 2月3日         | 12.7%      | - 関根勤 - 岡本玲 - はしのえみ                    | 教室                                 | - 我が家「梅田モモ」 - エレキコミック「学園祭の打ち合わせ」 - ビーチボーイズ（村上健志×村上純×中岡）                                                                            |                                                          |
| 第34回     | 2月10日        | 13.6%      | - 清水ミチコ - 千秋 - 大和田美帆 - 高樹千佳子     | オフィス                             | - レイコ（村上健志×しずる×後藤×坪倉） - 少年少女「彼氏と別れたい」 - 柳原可奈子「OL優子」                                                                                       | バレンタインSP（21:00 - 22:48）                          |
| 第34回     | 2月10日        | 13.6%      | - 清水ミチコ - 千秋 - 大和田美帆 - 高樹千佳子     | 街角                                 | - イヤイヤヨゲーム（はんにゃ×村上健志×後藤） - 中川家「火垂るの墓」 - しずる「清美と川口先生」                                                                                  | バレンタインSP（21:00 - 22:48）                          |
| 第34回     | 2月10日        | 13.6%      | - 清水ミチコ - 千秋 - 大和田美帆 - 高樹千佳子     | 控え室                               | - ジャルジャル「現れた男」 - 狩野英孝「CA アゲハ」 - インスタントジョンソン「クイズ」 - 十文字アキラ（ロッチ×柳原×谷田部）                                                      | バレンタインSP（21:00 - 22:48）                          |
| 第35回     | 3月3日         | 12.1%      | - 関根勤 - 本仮屋ユイカ - 西川史子                | ファミレス                           | - フルーツポンチ「西蓮寺京介」 - ハイキングウォーキング「うっとうしい店員」 - 盛るヤツら（しずる×福徳×坪倉×柳原）                                                               |                                                          |
| 第35回     | 3月3日         | 12.1%      | - 関根勤 - 本仮屋ユイカ - 西川史子                | 部屋                                 | - ロッチ「漫画家・中ノ森先生」 - ジャルジャル「ピザの出前 |                                                          |
| 第35回     | 3月3日         | 12.1%      | - 関根勤 - 本仮屋ユイカ - 西川史子                | 学校                                 | - はんにゃ「お母ちゃんとサトくん」 - キングオブコメディ「パソコン部」 - 語り（しずる×後藤×村上健志×狩野）                                                                       |                                                          |
| 第36回     | 3月10日        | 12.8%      | （なし）                                          | 『ジャルジャル上京物語SP』（特別編） | 『ジャルジャル上京物語SP』（特別編） |                                                          |
| 第37回     | 4月7日         | 14.3%      | - YOU - 皆藤愛子 - 山崎樹範 - はしのえみ          | 花見                                 | - フルーツポンチ「やさぐれ小学生タケシ」 - アンジャッシュ「この人、誰だっけ?」 - 小佐谷（金田×亘×杉山×池田）                                                                    | ネタ満開見ないなんてイヤイヤヨ〜SP!（21:00 - 22:48）     |
| 第37回     | 4月7日         | 14.3%      | - YOU - 皆藤愛子 - 山崎樹範 - はしのえみ          | ラーメン店                           | - しずる「落語家の嫁」 - モンスターエンジン「演歌歌手の恩返し」 - こんにちは根岸（ロッチ×後藤×村上健志）                                                                        | ネタ満開見ないなんてイヤイヤヨ〜SP!（21:00 - 22:48）     |
| 第37回     | 4月7日         | 14.3%      | - YOU - 皆藤愛子 - 山崎樹範 - はしのえみ          | 駅                                   | - 我が家「梅田モモ」 - 狩野英孝「鶴川柿生」 - バカリズム「謎のボタン」 - 恩師の見送り（内村×亘×後藤×池田）                                                                      | ネタ満開見ないなんてイヤイヤヨ〜SP!（21:00 - 22:48）     |
| 第38回     | 4月14日        | 10.8%      | - 関根勤 - 原幹恵 - 高樹千佳子                    | パリ                                 | - 柳原可奈子「生田カヨ」 - 劇団ジョセフィーヌ（はんにゃ×ジャルジャル×しずる）                                                                                                   | SP（22:00 - 23:09）                                      |
| 第38回     | 4月14日        | 10.8%      | - 関根勤 - 原幹恵 - 高樹千佳子                    | テレビスタジオ                       | - ロッチ「宮川バナナチェリー」 - ハイキングウォーキング「素人料理ショー」 - 我が家「ダンプ杉山」                                                                                | SP（22:00 - 23:09）                                      |
| 第38回     | 4月14日        | 10.8%      | - 関根勤 - 原幹恵 - 高樹千佳子                    | オフィス                             | - しずる「立場逆転」 - ななめ45°「京浜東北弁」 - 物件探し（ロッチ×村上健志×後藤）                                                                                               | SP（22:00 - 23:09）                                      |
| 第39回     | 4月21日        | 12.3%      | - 高橋ジョージ - 豊田エリー - 矢口真里            | オープンカフェ                       | - イケメン部（狩野×杉山・谷田部×中岡×池田） - ザブングル「彼女を紹介」 - はんにゃ「樹木たがり                                                                                   |                                                          |
| 第39回     | 4月21日        | 12.3%      | - 高橋ジョージ - 豊田エリー - 矢口真里            | 不動産屋                             | - 柳原可奈子「抑揚のある不動産屋」 - ジャルジャル「すごい展開」 |                                                          |
| 第39回     | 4月21日        | 12.3%      | - 高橋ジョージ - 豊田エリー - 矢口真里            | 部屋                                 | - ロッチ「謝礼」 - トータルテンボス「女装趣味」 - 暇（しずる×坪倉×福徳×柳原）                                                                                                   |                                                          |
| 第40回     | 4月28日        | 11.1%      | - 勝俣州和 - 伊藤淳史 - 岡本玲                    | ドラッグストア                       | - お似合いカップル（我が家×柳原） - チョコレートプラネット「社長と田上くん」 - はんにゃ「気ニ成増」                                                                             |                                                          |
| 第40回     | 4月28日        | 11.1%      | - 勝俣州和 - 伊藤淳史 - 岡本玲                    | 港                                   | - 狩野英孝「CA アゲハ」 - ジャルジャル「珍しい名前」 |                                                          |
| 第40回     | 4月28日        | 11.1%      | - 勝俣州和 - 伊藤淳史 - 岡本玲                    | 喫茶店                               | - フルーツポンチ「ライター菊水」 - ザ・ギース「良い意味で」 - 仲良し4人組（杉山・谷田部×池田×金田×中岡）                                                                        |                                                          |
| 第41回     | 5月12日        | 11.7%      | - 関根勤 - 内山理名 - 前田敦子（AKB48）           | 理科室                               | - はんにゃ「中2の取引き」 - サンドウィッチマン「教師の説教」 - レイコ（村上健志×しずる×後藤×坪倉）                                                                              |                                                          |
| 第41回     | 5月12日        | 11.7%      | - 関根勤 - 内山理名 - 前田敦子（AKB48）           | コンビニ前                           | - 柳原可奈子「ギャルかおり」 - ハリセンボン「ギャルの母と不登校娘」 |                                                          |
| 第41回     | 5月12日        | 11.7%      | - 関根勤 - 内山理名 - 前田敦子（AKB48）           | 河原                                 | - 大なわとび（ロッチ×村上健志×杉山） - ジャルジャル「現れた男」 - しずる「清美と川口先生」                                                                                      |                                                          |
| 第42回     | 5月19日        | 10.3%      | - 清水ミチコ - 藤木直人 - 溝端淳平 - 南明奈       | 温泉旅館                             | - 我が家「ナイーブ谷田部」 - 狩野英孝「今賀旬」 - ケツ田プリ男（はんにゃ×後藤×亘）                                                                                              |                                                          |
| 第42回     | 5月19日        | 10.3%      | - 清水ミチコ - 藤木直人 - 溝端淳平 - 南明奈       | 公園                                 | - ロッチ「僧侶の修行」 - アンガールズ「コンパの待ち合わせ」 |                                                          |
| 第42回     | 5月19日        | 10.3%      | - 清水ミチコ - 藤木直人 - 溝端淳平 - 南明奈       | 居酒屋                               | - フルーツポンチ「若手監督とベテラン俳優」 - 東京03「男勝りの女」 - 盛るヤツら（しずる×福徳×坪倉・谷田部）                                                                      |                                                          |
| 第43回     | 5月26日        | 11.1%      | - YOU - 本仮屋ユイカ - 高樹千佳子                 | 部屋                                 | - 我が家「バンドを辞めたい」 - ジャングルポケット「人生ゲーム」 - 服飾系専門学生（コカド×村上純×柳原×福徳）                                                                     |                                                          |
| 第43回     | 5月26日        | 11.1%      | - YOU - 本仮屋ユイカ - 高樹千佳子                 | ファミレス                           | - フルーツポンチ「衣食住」 - ロッチ「めっちゃおもろい奴」 |                                                          |
| 第43回     | 5月26日        | 11.1%      | - YOU - 本仮屋ユイカ - 高樹千佳子                 | 土手                                 | - ジャルジャル「文化祭の歌」 - スタンドバイミー（はんにゃ×村上健志×村上純×坪倉）                                                                                                |                                                          |
| 第44回     | 6月2日         | 10.4%      | - 千秋 - 皆藤愛子 - 里田まい                      | 修学旅行                             | - はんにゃ「鬼部剛」 - 響「みつこ」 - 十文字アキラ（ロッチ×ジャルジャル×坪倉×村上純×亘）                                                                                        |                                                          |
| 第44回     | 6月2日         | 10.4%      | - 千秋 - 皆藤愛子 - 里田まい                      | 水族館                               | - 柳原可奈子「ママさんブロガー」 - 狩野英孝「魚くん」 |                                                          |
| 第44回     | 6月2日         | 10.4%      | - 千秋 - 皆藤愛子 - 里田まい                      | オフィス                             | - しずる「怖い話」 - YTB48（谷田部・坪倉×中岡×川島×後藤） |                                                          |
| 第45回     | 6月9日         | 11.4%      | - 勝俣州和 - 木下優樹菜 - 豊田エリー - 山崎樹範   | テレビスタジオ                       | - 柳原可奈子「子役 町田陽菜」 - フルーツポンチ「清水國夫」 - 鳥居みゆき「美しい日本語講座」 - プニャプニャTV（金田×池田×坪倉・谷田部）                                          | 2時間俺に任せろ!SP（21:00 - 22:48）                      |
| 第45回     | 6月9日         | 11.4%      | - 勝俣州和 - 木下優樹菜 - 豊田エリー - 山崎樹範   | 香港                                 | - 劇団ジョセフィーヌ（はんにゃ×ジャルジャル×しずる） - ザ・プラン9「新人スパイ」 - 狩野英孝「CA アゲハ」                                                                        | 2時間俺に任せろ!SP（21:00 - 22:48）                      |
| 第45回     | 6月9日         | 11.4%      | - 勝俣州和 - 木下優樹菜 - 豊田エリー - 山崎樹範   | 控え室                               | - ロッチ「弁当を万引き」 - インパルス「産業スパイ」 - 天使と悪魔と小柳（内村×福徳×金田×村上健志×坪倉）                                                                          | 2時間俺に任せろ!SP（21:00 - 22:48）                      |
| 第46回     | 6月23日        | 11.7%      | - はしのえみ - スザンヌ - 矢口真里                | 校門                                 | - はんにゃ「悪口」 - キングオブコメディ「荒れる青少年」 - 言い回しの珍しいヤンキー（ジャルジャル×村上健志×コカド）                                                              |                                                          |
| 第46回     | 6月23日        | 11.7%      | - はしのえみ - スザンヌ - 矢口真里                | 中華料理店                           | - 我が家「奇跡」 - ジャルジャル「笑って力んで屁こいて」 |                                                          |
| 第46回     | 6月23日        | 11.7%      | - はしのえみ - スザンヌ - 矢口真里                | 観客席                               | - しずる「実況解説」 - ずぶ濡れ（ロッチ×柳原×福徳） |                                                          |
| 第47回     | 6月30日        | 13.4%      | - 関根勤 - 榮倉奈々 - 眞鍋かをり                  | コンビニ                             | - はんにゃ「クマ田徹夜」 - 柳原可奈子「サキ」 |                                                          |
| 第47回     | 6月30日        | 13.4%      | - 関根勤 - 榮倉奈々 - 眞鍋かをり                  | 空き地                               | - 狩野英孝「鶴川柿生」 - こんにちは根岸（ロッチ×後藤×村上健志） |                                                          |
| 第47回     | 6月30日        | 13.4%      | - 関根勤 - 榮倉奈々 - 眞鍋かをり                  | 取調室                               | - 我が家「刑事ホシ」 - アンジャッシュ「機密情報」 - 語り（しずる×後藤×村上健志×狩野）                                                                                           |                                                          |
| 第48回     | 7月14日        | 11.6%      | - 清水ミチコ - 益若つばさ - 鈴木浩介              | 七夕祭                               | - YTB48（谷田部・坪倉×中岡×川島×後藤） - しずる「清美と川口先生」 | 2時間ゲスト盛りまくりSP（21:00 - 22:48）                 |
| 第48回     | 7月14日        | 11.6%      | - 清水ミチコ - 益若つばさ - 鈴木浩介              | 空港                                 | - フルーツポンチ「見送り」 - 中川家「韓流好きの主婦」 - 盛るヤツら（しずる×福徳×坪倉×金田）                                                                                     | 2時間ゲスト盛りまくりSP（21:00 - 22:48）                 |
| 第48回     | 7月14日        | 11.6%      | - 清水ミチコ - 益若つばさ - 鈴木浩介              | ラジオブース                         | - ロッチ「声の無い笑い」 - ジャルジャル「滑舌の悪いDJ」 | 2時間ゲスト盛りまくりSP（21:00 - 22:48）                 |
| 第49回     | 7月21日        | 11.4%      | - はしのえみ - 南明奈 - 本仮屋ユイカ - 高樹千佳子 | 教室                                 | - はんにゃ「マチョ田」 - バカリズム「暮れなずむ町」 - ジャルジャル「麦わら」 - しずる「消しゴムの貸し借り」 - イケメン部（狩野×我が家×中岡）                                    |                                                          |
| 第50回     | 8月4日         | 8.4%       | - はしのえみ - 南明奈 - 本仮屋ユイカ - 高樹千佳子 | ビアガーデン                         | - 柳原可奈子「DJ RICO」 - COWCOW「歌」 - フルーツポンチ「わかりやすい奴」 - ロッチ「やってまう奴」 - タメぐち（ジャルジャル×坪倉×村上純×狩野）                                  |                                                          |
| 第51回     | 8月11日        | 8.1%       | - はしのえみ - 南明奈 - 本仮屋ユイカ - 高樹千佳子 | お化け屋敷                           | - 我が家「説明」 - ニブンノゴ!「ツッコミで除霊」 - 狩野英孝「オス田カオル」 - エレキコミック「お化けの音響」 - レイコ（村上健志×しずる×後藤×坪倉）                              |                                                          |
| 第52回     | 8月18日        | 10.7%      | - 勝俣州和 - 夏帆 - 皆藤愛子 - 眞鍋かをり         | 厨房                                 | - ロッチ「中ノ森シェフ」 - ななめ45゜「シェフの三角関係」 - ジャルジャル「大将と銀二」 - トータルテンボス「グルメレポーター」 - プニャプニャTV（金田×池田×坪倉・谷田部×柳原）   |                                                          |
| 第53回     | 8月25日        | 10.2%      | - 勝俣州和 - 夏帆 - 皆藤愛子 - 眞鍋かをり         | 交番                                 | - フルーツポンチ「警察官 菊水」 - ハイキングウォーキング「道案内」 - しずる「パンティー」 - 狩野英孝「鶴川柿生」 - YTB48（谷田部・坪倉×中岡×川島×福徳）                         |                                                          |
| 第54回     | 9月1日         | 12.4%      | - 勝俣州和 - 夏帆 - 皆藤愛子 - 眞鍋かをり         | 境内                                 | - 柳原可奈子「子役 町田陽菜」 - ザブングル「モテるサッカー部員とモテない卓球部員」 - 我が家「万引きGメン 鈴代」 - 河童（ロッチ×福徳×村上純） - はんにゃ「金持ダゼ男」           |                                                          |
| 第55回     | 9月8日         | 9.1%       | - 関根勤 - 勝俣州和 - YOU                         | 学校                                 | - 言い回しの珍しいヤンキー（ジャルジャル×村上健志×狩野×川島） | 最終回                                                   |
| 第55回     | 9月8日         | 9.1%       | - 関根勤 - 勝俣州和 - YOU                         | レストラン                           | - レイコ（フルーツポンチ×しずる×後藤×坪倉） | 最終回                                                   |
| 第55回     | 9月8日         | 9.1%       | - 関根勤 - 勝俣州和 - YOU                         | 学校                                 | - しずる「清美と川口先生」 | 最終回                                                   |
| 第55回     | 9月8日         | 9.1%       | - 関根勤 - 勝俣州和 - YOU                         | レストラン                           | - 旅行通ぶる2人（フルーツポンチ×柳原） | 最終回                                                   |
| 第55回     | 9月8日         | 9.1%       | - 関根勤 - 勝俣州和 - YOU                         | レストラン→学校                      | - こんにちは根岸（ロッチ×後藤×谷田部） | 最終回                                                   |
| 第55回     | 9月8日         | 9.1%       | - 関根勤 - 勝俣州和 - YOU                         | 学校                                 | - 劇団ジョセフィーヌ（はんにゃ×ジャルジャル×しずる） | 最終回                                                   |
| 第55回     | 9月8日         | 9.1%       | - 関根勤 - 勝俣州和 - YOU                         | 事務所                               | - 天使と悪魔と小柳（内村×ジャルジャル×はんにゃ×フルーツポンチ×坪倉・谷田部×しずる×ロッチ×柳原×狩野）                                                                            | 最終回                                                   |

## コーナー

### スリーシアター
前身番組『THE THREE THEATER』の内容を引き継ぎ、当番組のメインコーナーである。毎回異なる3つのシチュエーションの中で、コントを展開する。番組開始当初は1回で3シチュエーションあったが、2010年7月21日以降は1回で1シチュエーション、それを3週にわたって放送する『THE THREE THEATER』のレギュラー時代の方式に戻った。
コント前のタイトルは「○○（シチュエーション）×△△（芸人名）」と出されるが、レギュラー芸人2人以上出演するユニットコントは「△△（ユニット名）@○○（シチュエーション）」と出される。タイトルのバックには出演する芸人が映し出される。

### ワンフレーズシアター
前身番組『THE THREE THEATER』から引き継いだ芸人が出されたお題にワンフレーズで答える大喜利コーナー。『THE THREE THEATER』時代と異なり毎回ではなく不定期で行われている。

### ホワイトシアター
まだ何も色の付いていない将来有望な若手芸人がネタを披露するコーナー。内村曰く「狩野の代わりを探すコーナー」。好評だった芸人がレッドカーペットに出演できるという点では『爆笑ピンクカーペット』や『爆笑ホワイトカーペット』と同様。
以下、レッドカーペットに進出した芸人は太文字､爆笑ピンクカーペット出演済みの芸人は☆、爆笑ホワイトカーペットに出演済みの芸人は◎を表記する。

### 爆笑レッドシアター記者会見
記者会見場で記者の質問に対して面白く答えるコーナー。

### 杉下ウッ京の事件簿
ドラマ『相棒』のパロディコーナー。内村が杉下ウッ京（元は右京）、坪倉が亀山（〜Season8）、福徳が神戸（Season9〜）に扮し、被害者（柳原）の証言を元に4人の容疑者がモノボケをして、一番面白くなかった者が犯人として連行される。太字が犯人。

### レッドカジノ
三角形のテーブルに挑戦者3名が座り、1人5枚のカードを持ってババ抜きを行うゲームコーナー。ただし通常のババ抜きとは異なり、最後までババ（お宝カード）を持っていた者が勝者となり賞金1万円を獲得できる。挑戦者はカードがペアになるたびにそのカードに書かれた指令をクリア（例：「ファーストキスの事を事細かに話す」などの秘密暴露や、「他人のギャグを真剣にやる」などの罰）しなければならない。太字は優勝者。

### ツッコミ選手権
特定のステージに仕掛けられたさまざまなボケに挑戦者がツッコミを入れ、その出来具合を内村が独断と偏見で審査し得点を競う。ルールとして番組側が用意した規定ボケには必ずツッコまなくてはならず、それ以外の細かいボケにもツッコむと高評価となる。『世界フィギュアスケート選手権』のパロディとして行われて、「テクニック」「センス」「パッション」三部門の各10点満点で合計30点満点。実況は伊藤利尋（フジテレビアナウンサー）。

### レッドシアターのリーダーは誰だ?選手権
レッドシアターのリーダーを決めるために番組が用意したゲームで立候補者が競う企画。

### 名前を覚えてもらいましょう
毎回登場する芸能界の大物ゲストにレギュラーメンバー15人のコンビ名とフルネームを覚えてもらう企画。全員覚えてもらえるまで終われない。「村上」が純と健志、「けんたろう」が亘（健太郎）とコカド（ケンタロウ）とそれぞれ2人ずつ存在している点で難易度が高まっている。

### PLAY BOYS
亘健太郎のコーナー。バーが舞台。質問に答える形で男子メンバー演じる常連客が甘い言葉やキザな台詞で女を口説き、最終的にバーテンダーに扮する亘にツッコまれる。このコーナーでは亘は無口。BGMはジョン・コルトレーンの「It's Easy to Remember」。

### カワレオ 川島教授への質問
川島章良のコーナー。ドラマ『ガリレオ』のパロディ。柳原からの質問（主に一般常識レベルの問題）に教授役の川島が答える（亘が助手役で出演）。以降は質問と川島の回答。

### 村健ヒットスタジオ
村上健志のコーナー。村上が自分の大好きなアーティストの楽曲を心をこめて歌う（ただし村上はかなりの音痴で、相方の亘のブログのコメントに「尾崎ファンから苦情が書かれた」というほど。）なお、コーナータイトルのロゴフォントは、かつて同局で放送されていた音楽番組『夜のヒットスタジオ』から引用している。2010年7月9日「大きな玉ねぎの下で 〜はるかなる想い」の回では、ものまね番組の演出のようにサンプラザ中野くんがご本人登場して、村上とセッションした。

### 谷田部とヤタッペ
谷田部俊のコーナー。谷田部そっくりのパペット「ヤタッペ」と谷田部が舞台裏で語り合う。ヤタッペの谷田部を讃えるような発言に、最初は謙遜していた谷田部が、次第にヤタッペによって調子に乗っていく。オチとして後藤が現れ、ツッコミを入れられる。

### 柳原可奈子 体育の時間
柳原可奈子のコーナー。運動オンチを克服するために、様々な運動をする（亘がホイッスルを担当）。

### キャノンエイコー
狩野英孝が自ら企画したコーナー。悪の秘密結社「ウケウケ団」によって面白い事しか言えない人造人間「キャノンエイコー」に改造されてしまった狩野が、ネタが無く悩む芸人の前に現れ、自ら考えたネタを披露する。ただしスベった場合自身が「キャノン砲」（バレーボールを発射するマシーン）で撃たれてしまう。ネタがウケた場合、あるいはキャノンを発射する環境が無い場合は、「お笑いキャノン、大爆発!」と叫ぶ。ネタがウケたかの判断は狩野自身による判断であるため、苦笑い程度でも成功とみなしている。ナレーションは内村。使用されているBGMは「鋼鉄ジーグのうた」。

### こんにちは根岸の素手でなんでもやってみよう
コカドケンタロウのコーナー。コカドが扮するお笑い芸人「こんにちは根岸」が、視聴者からの質問ハガキを元にタイトル通り素手で様々なことに挑戦する。

### くまだまさしの0歳から100歳まで笑わせる旅
レッドカーペットの常連芸人であり、レッドシアターのレギュラーと言い張るくまだまさしがタイトル通り日本各地を周り、0歳から100歳までの人々を笑わせに行くロケコーナー。全国を回り、0歳から100歳までの顔写真を張れるボードを全部埋める事を目標とする。街ゆく一般人に対してくまだがネタを披露、笑った場合は年齢を聞き、開いていれば顔写真を撮ってボードに張るが、既に張られていればカウントされない。次第に本来の趣旨とは異なる地元の美味しい物を食べるグルメ企画へと変わり、メンバーからツッコまれるのが恒例。屋久島編ではウミガメの産卵を見学、出演者が感動の涙をながした。尚、当番組の放送終了に伴い、0歳から100歳までの全ての人を笑わせることが達成できないまま、本コーナーも途中終了となった。

### 坪畑任三郎
坪倉が坪畑任三郎に扮し、古畑のモノマネをしながらレッドシアターメンバーの悪事（裏話）を暴く。

### 湾岸中学校1年B組
はんにゃ、村上純、村上健志がフジテレビでゲストを捕まえ、「イヤイヤヨゲーム」を通じて、ゲストにまつわるさまざまな事柄をイジっていく。

### イヤイヤヨゲーム
羊に扮した挑戦者5人が、アメリカ民謡の『ゆかいな牧場』（Old MacDonald Had a Farm）のリズムに合わせ、お題として指定された1文字から始まる嫌な事を言っていき、内村扮する牧場支配人のペーター（中年）が判断する。チャンスは3回、3回以内に3周できたらクリア。ミスできるのは2回まで。1周目をクリアすると、2周目はリズムが速くなり、3周目に入ると更にリズムが速くなる上、お題の1文字も濁音、半濁音が加わって難易度がアップする。ペーターが共感できなかったり、イヤな事が言えなかったらアウト、周回数はリセットされずに頭からやり直しとなる。3回失敗してゲームオーバーになると、下から顔に向かって炭ガスが噴射される。第9回のゲスト盛りまくりSPにて初クリアとなった。

### ケンジ 〜お笑い人生逆転ゲーム〜
映画『カイジ 〜人生逆転ゲーム〜』のパロディ。村上健志が主人公・ケンジを、後藤がデモンストレーションをやるSPを演じる。ギャンブル船「レッドポワール」を舞台に「娑婆でスベりにスベったクズを集めた最終戦」と称したゲームコーナー。指名された2名お題が書かれたカードを3枚ずつ持ち、「ジャン、ケン、ポン」の合図で卓上に出す。それぞれ相手に出されたカードの指令に従ってネタを披露して内容で競う。判定はホールマスター（利根川）に扮した内村が独断で行い、敗者は「別室行き」となりリンチを受ける。尚、カードのお題は一発ギャグ、変顔など多岐に及ぶが必ず「面白い」と付記してハードルを上げてあり、芸人へのフリとしては最悪のものである。

### 買い取りガールズコレクション
進行は柳原が務める、内村・金田・村上純は女装して出演。メンバーとゲストが洋服を「トップス&アンダー」「シューズ」「アクセサリー」3つのゾーンから、商品の値段を見ずに購入し全身コーディネートする。アイテムの総額を予め番組側が指定した目標金額に近づけられるかを競うコーナーで、トータル金額の差で勝敗を決める。目標金額より一番遠い人は全品自腹で買い取りしなければならない。ゲストが目標金額に一番近かった場合は全品プレゼントされる。

### 第8企画室
あらゆることを企画・プロデュースする第8企画室で、メンバーがゲストが出演する映画に代わるタイトルやキャッチコピーなどを考えフリップボードに書いて会議しながら提案する大喜利コーナー。フジテレビの中にあるオフィスで内村が部長、メンバーが先輩社員、ゲストが新入社員として出演している。

### 単発企画
- ジャルジャルPV

2009年4月29日放送。「大阪より東京の知名度が低い」と気にしているジャルジャルがプロモーションビデオを製作。内村は「これカラオケビデオ?」と発言したほど完成度が低かった。
- ズクダンズンブングンゲーム

2009年5月27日放送。はんにゃが 「魔女裁判」の撮影現場に潜入して、イケメン俳優「生田斗真」とズクダンズンブングンゲームで勝負する。
- 天津向の「愛の妄想部屋」

2009年5月27日放送。 矢口真里を天津向の楽屋に呼び、いろいろな気持ち悪さをみせて恐怖感を出す。
- コントキャラ大辞典（総集編）

2009年6月24日]放送。前身番組である『THE THREE THEATER』時代から現在に至るまでのコントキャラクターを振り返り、トークを交えながらのダイジェスト形式で放送。
- リアクション王決定戦

2009年8月26日放送。リアクションに関するゲーム（わさび寿司・激痛ムチ叩き・熱湯風呂）を行った。ゲストとしてダチョウ倶楽部が出演し、リアクションのお手本を見せた。勝者は金田。
- 房総半島バスツアー

2010年1月13日放送。 レギュラーメンバー全員が出演するロケ企画で、ロケ全体の進行は内村と優木まおみが務めた。
昨年の疲れをとって新しい一年を頑張れるために千葉県房総半島でバスツアーを兼ねた慰安旅行を敢行した。レギュラーメンバー15人が3つのチームに分かれて朝食の海鮮バーベキューを賭けた「出張!ワンフレーズシアター」、モノボケとビーチフラッグを混ぜた「ボケビーチフラッグ」、番組が用意した衣装を纏った体におやつの餌をつけてダチョウやアルパカに食べてもらう「お腹が空いたよ パクパク ダチョウさんアルパカさんゲーム」、短時間で考案したネタで競う「即興スリーシアター」、全メンバーが歌で得点を競う「カラオケバトル」が行われた。
3つのチームは下記通り。それぞれのチームのリーダーは金田、谷田部、狩野。
エリートチーム - 金田・村上健志・福徳・坪倉・コカド
谷田部チーム - 谷田部・村上純・亘・柳原・後藤
バナナボーイズチーム - 狩野・池田・中岡・杉山・川島
- ジャルジャル上京物語スペシャル

2010年3月10日放送。ジャルジャルの上京に密着。軽自動車・お小遣いはガソリン代を含めて1万円で大阪から東京を目指す。1万円しかない為に高速道路が使えず、下道を使わなければいけない。道中でキャノンエイコー（狩野）、坪畑任三郎（坪倉）、レイコ（村上健志）、ガソリンスタンド店員（杉山）、くまだまさし、こんにちは根岸（コカド）とその息子（中岡）、バナナボーイズ、ジョセフィーヌ（金田）が登場したほか、カーラジオにて「村健ベストヒット100」「谷田部とヤタッペ」、「DJ RICO」を放送。番組の最後にはジャルジャルがこの旅で手に入れたものや将来の夢について語り合った。
- ラフランスくん

2010年6月9日放送。
- ザ・スギーシアター

2010年6月30日放送。我が家杉山が単にやりたい扮装（スパイダーマン）をするコーナー。
- バナナボーイズ ハモネプへの道

2010年8月25日放送。狩野（ボイスパーカッション）・池田（ボーカル）・中岡（ベース）・杉山（低音コーラス）・川島（高音コーラス）で同局で放送されている『ハモネプリーグ』に出場するために、RAG FAIRによる歌唱レッスンを受けて予選突破を目指す。オーディションでBEGINの「島人ぬ宝」を歌唱するも不合格だった。

### 赤劇場
居酒屋『赤劇場』の店主に扮した内村が「爆笑レッドシアター」を見終わるとレギュラー芸人が来店し、トークを繰り広げるコーナー。『THE THREE THEATER』の「出演者控え室」に近いコーナーだが、「出演者控え室」とは対照的にエンディングで放送される。主にメンバーによる収録の裏話や愚痴を話すが、のちに新コント・コーナーをプレゼンする内容へと変わっていった。

## 主なコント・キャラクター
『THE THREE THEATER』の正月SPで誕生したユニットコントを多く使用しているが、『爆笑レッドシアター』にリニューアルしてから誕生したユニットコントも増えている。また、レギュラー陣の持ちネタをユニット化する傾向も見られる。

## 放送局
| 放送対象地域   | 放送局                     | 系列                                                        | 放送日時                 | 備考       |
| -------------- | -------------------------- | ----------------------------------------------------------- | ------------------------ | ---------- |
| 関東広域圏     | フジテレビ（CX）           | フジテレビ系列                                              | 水曜 22時00分 - 22時54分 | 制作局     |
| 北海道         | 北海道文化放送（uhb）      | フジテレビ系列                                              | 水曜 22時00分 - 22時54分 | 同時ネット |
| 岩手県         | 岩手めんこいテレビ（mit）  | フジテレビ系列                                              | 水曜 22時00分 - 22時54分 | 同時ネット |
| 宮城県         | 仙台放送（OX）             | フジテレビ系列                                              | 水曜 22時00分 - 22時54分 | 同時ネット |
| 秋田県         | 秋田テレビ（AKT）          | フジテレビ系列                                              | 水曜 22時00分 - 22時54分 | 同時ネット |
| 山形県         | さくらんぼテレビ（SAY）    | フジテレビ系列                                              | 水曜 22時00分 - 22時54分 | 同時ネット |
| 福島県         | 福島テレビ（FTV）          | フジテレビ系列                                              | 水曜 22時00分 - 22時54分 | 同時ネット |
| 新潟県         | 新潟総合テレビ（NST）      | フジテレビ系列                                              | 水曜 22時00分 - 22時54分 | 同時ネット |
| 長野県         | 長野放送（NBS）            | フジテレビ系列                                              | 水曜 22時00分 - 22時54分 | 同時ネット |
| 富山県         | 富山テレビ（BBT）          | フジテレビ系列                                              | 水曜 22時00分 - 22時54分 | 同時ネット |
| 石川県         | 石川テレビ（ITC）          | フジテレビ系列                                              | 水曜 22時00分 - 22時54分 | 同時ネット |
| 福井県         | 福井テレビ（FTB）          | フジテレビ系列                                              | 水曜 22時00分 - 22時54分 | 同時ネット |
| 静岡県         | テレビ静岡（SUT）          | フジテレビ系列                                              | 水曜 22時00分 - 22時54分 | 同時ネット |
| 中京広域圏     | 東海テレビ（THK）          | フジテレビ系列                                              | 水曜 22時00分 - 22時54分 | 同時ネット |
| 近畿広域圏     | 関西テレビ（KTV）          | フジテレビ系列                                              | 水曜 22時00分 - 22時54分 | 同時ネット |
| 鳥取県・島根県 | 山陰中央テレビ（TSK）      | フジテレビ系列                                              | 水曜 22時00分 - 22時54分 | 同時ネット |
| 岡山県・香川県 | 岡山放送（OHK）            | フジテレビ系列                                              | 水曜 22時00分 - 22時54分 | 同時ネット |
| 広島県         | テレビ新広島（TSS）        | フジテレビ系列                                              | 水曜 22時00分 - 22時54分 | 同時ネット |
| 愛媛県         | テレビ愛媛 （EBC）         | フジテレビ系列                                              | 水曜 22時00分 - 22時54分 | 同時ネット |
| 高知県         | 高知さんさんテレビ （KSS） | フジテレビ系列                                              | 水曜 22時00分 - 22時54分 | 同時ネット |
| 福岡県         | テレビ西日本（TNC）        | フジテレビ系列                                              | 水曜 22時00分 - 22時54分 | 同時ネット |
| 佐賀県         | サガテレビ（STS）          | フジテレビ系列                                              | 水曜 22時00分 - 22時54分 | 同時ネット |
| 長崎県         | テレビ長崎（KTN）          | フジテレビ系列                                              | 水曜 22時00分 - 22時54分 | 同時ネット |
| 熊本県         | テレビ熊本（TKU）          | フジテレビ系列                                              | 水曜 22時00分 - 22時54分 | 同時ネット |
| 宮崎県         | テレビ宮崎（UMK）          | フジテレビ系列 日本テレビ系列 テレビ朝日系列 トリプルネット | 水曜 22時00分 - 22時54分 | 同時ネット |
| 鹿児島県       | 鹿児島テレビ（KTS）        | フジテレビ系列                                              | 水曜 22時00分 - 22時54分 | 同時ネット |
| 沖縄県         | 沖縄テレビ（OTV）          | フジテレビ系列                                              | 水曜 22時00分 - 22時54分 | 同時ネット |
| 大分県         | テレビ大分（TOS）          | フジテレビ系列 日本テレビ系列 クロスネット                  | 金曜 16時55分 - 17時53分 | 遅れネット |

- 青森テレビ（TBS系列）、山梨放送（日本テレビ系列）は不定期放送。

## 他番組へのゲスト出演
- VS嵐〜最強王者決定戦〜（2009年4月10日）
- SMAP×SMAP（2009年4月20日） - 「BISTRO SMAP」に出演。
- めざましどようびメガお台場合衆国建国SP（2009年7月18日）
- アナ★バン!お台場合衆国SP!（2009年7月21日） - レッドシアターズ「風になりたい」も披露。
- FNSの日26時間テレビ2009 超笑顔パレード 爆笑!お台場合宿!!（2009年7月26日） - 日曜夕方に行われた企画コーナー「クイズ!ヘキサゴンII 番組対抗クイズパレード」に内村を除くメンバー全員が出演。
- VS嵐 ゴールデン参上豪華三つ巴2時間SP（2009年10月22日） - 爆笑レッドシアターチームが優勝。
- FNSの日26時間テレビ2010 超笑顔パレード 絆 爆笑!お台場合宿!!（2010年7月25日） - 日曜夕方に行われた企画コーナー「番組対抗ヘキサゴン」に内村を除くメンバー全員が出演。
- run for money 逃走中 - 我が家の谷田部と内村を除いた14人が出演経験がある。但し、番組の宣伝が入ったのはしずる（沖縄編を除く）、ジャルジャル、フルーツポンチ、柳原可奈子、ロッチ、我が家杉山のみである[要出典]（柳原可奈子は番組開始以前にのみ、坪倉は番組終了後にのみ出演）。

## スタッフ
- 企画：神原孝
- 構成：内村宏幸 / 福田雄一、今村クニト、大平尚志、酒井義文、平松政俊、岐部昌幸 / 小笠原英樹
- 美術制作：大坊雄二
- デザイン：棈木陽次
- 美術進行：林勇
- 大道具：杉本孝宏
- アクリル装飾：高橋瞳
- 電飾：鈴木健也
- 装飾：門間誠
- 視覚効果：中溝雅彦
- 生花装飾：安藤岳
- 植木装飾：広田明
- 衣裳：珍田愉華
- メイク：水落万里子
- マルチ：丸山明道
- 持道具：網野高久
- かつら：寒郡千恵
- スタイリスト：中谷東一（内村光良担当）
- TP：勝村信之
- TM：高瀬義美
- SW：小川利行
- カメラ：横山政照
- VE：原啓教
- 音声：松原瑞貴
- 照明：根本進
- CG：冨士川祐輔
- 音響効果：高田智彰
- 編集：武藤洋徳、密岡譲、一瀬将吾、神山英彦
- MA：阿部雄太
- TK：斉藤裕里
- 技術協力：ニユーテレス、サンフォニックス、BABY SOUND LUCK、FLT、IMAGICA、マルチバックス
- 編成：大川友也
- 広報：鈴木麻衣子
- 監修：元祖爆笑王、玉井貴代志
- スーパーバイザー：吉田正樹
- AD：内原弘二、古味和浩、境清吾、角山僚佑、開発勇輔、中塚葵海絵、加藤貴史、橋本耕
- FD：尾越功
- デスク：中成子
- AP：仲村孝明（アルファ・グリッド）、神田洋昭（ディ・コンプレックス）、朝倉千代子（アルファ・グリッド）、横田淳子
- ディレクター：原武範（アズバーズ）、有川崇（アルファ・グリッド）、嶋田武史（ウイッシュカンパニー）、井上洋平
- 演出：藪木健太郎
- プロデューサー：朝妻一
- 制作：フジテレビバラエティ制作センター
- 制作著作：フジテレビ

### 過去のスタッフ
- 編成：高瀬敦也
- 広報：遠藤恵

## アタックNeo×レッドシアター
花王の洗剤「アタックNeo」と爆笑レッドシアターのコラボCM。コインランドリーを舞台にしたコントを披露する。放送は番組内のみ。4パターンを毎週ひとつずつ、ローテーションで放送する。

## 関連番組
- 爆笑レッドカーペット（兄弟番組であり、深夜放送時代、レッドカーペットの3時間SPの際に、カーペット2時間:シアター1時間の割合で放送した。）
- THE THREE THEATER（前番組）